# Фонтне сир Кони
Фонтне сир Кони (фр. Fontenay-sur-Conie) насеље је и општина у централној Француској у региону Центар (регион), у департману Ер и Лоар која припада префектури Шатоден.
По подацима из 2011. године у општини је живело 156 становника, а густина насељености је износила 11,77 становника/km². Општина се простире на површини од 13,25 km². Налази се на средњој надморској висини од 122 метара (максималној 141 m, а минималној 117 m).

## Демографија
| 1962. | 1968. | 1975. | 1982. | 1990. | 1999. | 2011. |
| ----- | ----- | ----- | ----- | ----- | ----- | ----- |
| 120   | 165   | 129   | 106   | 117   | 110   | 156   |

График промене броја становника у току последњих година